# خوابگاه دختران
خوابگاه دختران چهارمین فیلم سینمایی محمدحسین لطیفی و محصول سال ۱۳۸۳ است. در این فیلم بازیگرانی همچون باران کوثری، مجید صالحی، نگار جواهریان و صادق صفایی حضور داشته‌اند.

## داستان
این فیلم داستان دو دوست به نام‌های رویا (باران کوثری) و شیرین (نگار جواهریان) که در شهری نزدیک تهران برای دانشگاه قبول شده‌اند و بعد از نقل مکان به آنجا به دلیل آماده نشدن خوابگاه دانشگاه به اجبار در ساختمان قدیمی کنار دانشگاه سکونت می‌کنند که اداره آن به عهده سکینه خانم (شهربانو موسوی) است.
در مقابل این ساختمان، ساختمان خرابه ای وجود دارد که مردم ادعاهای عجیبی در مورد آن می‌کنند. ماجرا زمانی ترسناک می‌شود که رؤیا و شیرین کم‌کم صداهای عجیبی مثل جیغ و … می‌شنوند.

## بازیگران
| بازیگر            | نقش                |
| ----------------- | ------------------ |
| باران کوثری       | رؤیا               |
| مجید صالحی        | فرهاد              |
| صادق صفایی        | قباد               |
| نگار جواهریان     | شیرین              |
| اسماعیل پوررضا    | پدر فرهاد و شیرین  |
| فرحناز منافی ظاهر | مادر فرهاد و شیرین |
| خشایار راد        | پدر رؤیا           |
| افسانه ناصری      | مادر رؤیا          |
| پروین میکده       | مادربزرگ رؤیا      |
| خسرو احمدی        | جناب سروان         |
| محمد باطبی        | افسر نگهبان        |
| شهربانو موسوی     | سکینه خانم         |
| مریم بلالی‌مقدم    | نسرین              |
| سحر گوران         | لیدا               |
| نازنین کشاورز     | مژگان              |
| پروین میکده       | مادربزرگ رویا      |
| فاطمه دهقان‌زاده   | رها، خواهر رؤیا    |
| سولماز قبادی      | عروس سکانس اول     |
| حسین دوستدار      | درجه‌دار            |